# Pulseman
Pulseman (パルスマン?, Parusuman) è un videogioco a piattaforme sviluppato nel 1994 dalla Game Freak per Sega Mega Drive.
Alcuni degli sviluppatori di Pulseman, tra cui Ken Sugimori e Junichi Masuda, hanno successivamente lavorato alla serie di videogiochi Pokémon.